# Ablaberoides schwetzi
Ablaberoides schwetzi är en skalbaggsart som beskrevs av Moser 1924. Ablaberoides schwetzi ingår i släktet Ablaberoides och familjen Melolonthidae. Inga underarter finns listade i Catalogue of Life.